# Simit
Cette page contient des caractères spéciaux ou non latins. S’ils s’affichent mal (▯, ?, etc.), consultez la page d’aide Unicode.
Un simit (turc et arménien), gevrek (turc et bulgare (Геврек)), đevrek (Serbe : Ђеврек),  koulouri (grec moderne : κουλούρι) est un pain de forme circulaire, aux graines de sésame, très commun en Turquie, en Arménie tout comme en Grèce, et dans d'autres endroits des Balkans.
Les caractéristiques du simit (sa taille, son caractère plus ou moins croquant ou moelleux) varient selon les régions. Dans la ville d'İzmir, le simit est connu sous le nom de gevrek (littéralement « croustillant »), bien qu'il soit très similaire à la variété d'Istanbul.
Le simit est généralement servi nature, sauf pour le petit déjeuner, où il est accompagné de gelée, de confiture ou de fromage.
Le simit est souvent proposé dans la rue par des vendeurs qui les transportent sur un chariot ou sur leur tête. Les marchands de rue précisent souvent qu'il est frais (« Taze simit ! » ou « Taze gevrek ! » à İzmir, et « Tarm simit ! » en Arménie).

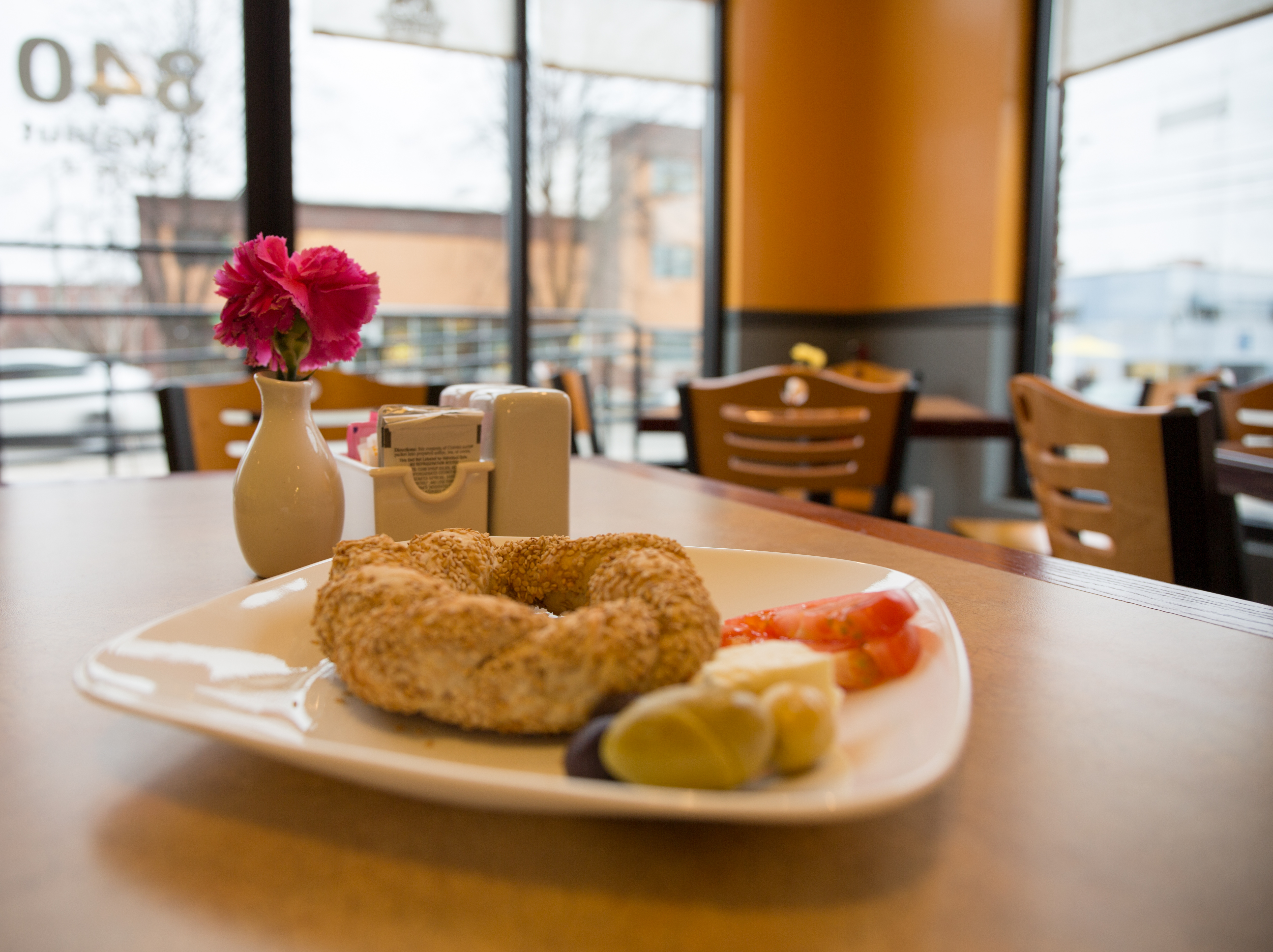
Simit avec des tomates et des olives pour le petit-déjeuner.

En octobre 2019, la définition du simit est intégrée dans le dictionnaire de référence Oxford English Dictionary : « un type de pain enroulé en forme d'anneau originaire de Turquie, typiquement recouvert de mélasses et incrusté de graines de sésame avant la cuisson. »,,.